# Corbon (Calvados)
Corbon is een voormalige gemeente in het Franse departement Calvados in de regio Normandië en telt 66 inwoners (2009). De plaats maakt deel uit van het arrondissement Lisieux.
Tot 1 januari 2015 was Corbon een zelfstandige gemeente. Op die datum werd het met Notre-Dame-d'Estrées samengevoegd tot de nieuwe fusiegemeente Notre-Dame-d'Estrées-Corbon.

## Geografie
De oppervlakte van Corbon bedraagt 4,1 km², de bevolkingsdichtheid is dus 16,1 inwoners per km².
De onderstaande kaart toont de ligging van Corbon (Calvados) met de belangrijkste infrastructuur en aangrenzende gemeenten.

## Demografie
Onderstaande figuur toont het verloop van het inwonertal (bron: INSEE-tellingen).
Vanwege een beveiligingsprobleem met de MediaWiki Graph-software is het momenteel niet mogelijk deze grafiek weer te geven. Zodra de software is bijgewerkt zal de grafiek vanzelf weer zichtbaar worden.